# Dumitru Carabăț
Dumitru Carabăț (n. 24 noiembrie 1932, Brăila, România – d. 13 mai 2020, București, România) a fost un scenarist, teoretician de film și autor de literatură de specialitate român, considerat fondatorul școlii românești de scenaristică. Din 1970 a devenit șeful Catedrei de Scenaristică de la Academia de Teatru și Film din București.
A obținut Premiul pentru critică cinematografică al Asociației Cineaștilor din România (ACIN) pe anul 1987 pentru volumul De la cuvânt la imagine.

## Filmografie

### Scenarist
- Secretul cifrului, 1959
- Codin (1963) - în colaborare cu Yves Jamiaque și Henri Colpi
- Ultima noapte a copilăriei (1968)
- Frumoasele vacanțe, (1968)
- Zidul (1975) - în colaborare cu Costache Ciubotaru
- Accident (1977)
- Mihail, cîine de circ (1979) - în colaborare cu Rüdiger Bahr
- Ultima noapte de dragoste (1980) - prima variantă a scenariului
- Cântec în zori, 1986
- Vulcanul stins (1987)

### Producător
- Valurile Dunării (1960) - redactor
- Mîndrie (1961) - redactor
- Pădurea spînzuraților (1965) - redactor
- Răpirea fecioarelor (1968) - redactor
- Răzbunarea haiducilor (1968) - redactor
- Baltagul (1969) - redactor
- Mihai Viteazul (1971) - redactor partea a II-a
- Haiducii lui Șaptecai (1971) - redactor
- Zestrea domniței Ralu (1971) - producător delegat
- Facerea lumii (1971) - producător delegat
- Săptămîna nebunilor (1971) - producător delegat
- Asediul (1971) - producător delegat
- Frații (1971) - producător delegat
- Felix și Otilia (1972) - producător delegat
- Aventuri la Marea Neagră (1972) - producător delegat

## Cărți publicate
- De la cuvânt la imagine: propunere pentru o teorie a ecranizării literaturii, Editura Meridiane, București, 1987
- Spre o poetică a scenariului cinematografic, Editura Fundației PRO, București, 1997.
- Studii de tipologie filmică, Editura Fundației PRO, București, 2000.
- Elogiul falimentului, Editura Privirea.

### Articole
- Sugestii pentru (re) organizarea unor activități fundamentale ale Centrului Național al Cinematografiei, Observator Cultural, v. 5, 2004 nov. 9-15, No. 246, p. 21-22

## Premii
- Premiul pentru cel mai bun scenariu la Festivalul Internațional de Film de la Cannes (1963), pentru scenariul filmului Codin, scris împreună cu Henri Colpi și Yves Jamiaque
- Marele Premiu la Festivalul Internațional de Film de la Bruxelles (1976) pentru scenariul filmului Zidul, scris împreună cu Costache Ciubotaru
- Premiul pentru scenariu al Asociației Cineaștilor din România (ACIN) pe anul 1987 pentru filmele Vulcanul stins și Cântec în zori[4]
- Premiul pentru critică cinematografică al Asociației Cineaștilor din România (ACIN) pe anul 1987 „pentru volumul De la cuvânt la imagine[3]
- Premiul Gopo pentru întreaga activitate (2010)[5]